# 1918
1918. је била проста година.

## Догађаји

### Јануар
- 8. јануар — Амерички председник Вудро Вилсон је објавио својих Четрнаест тачака за свет након завршетка Првог светског рата.
- 19. јануар — Бољшевици у Петрограду распустили Уставотворну скупштину Русије.
- 31. јануар — У Русији је 31. јануар био последњи дан рачунања времена према Јулијанском календару, а следећег дана датум је означен као 14. фебруар према Грегоријанском календару.

### Фебруар
- 1. фебруар — Топовским пуцњем са крстарице „Санкт Георг“ означен почетак побуне око 6.000 морнара у аустроугарској ратној флоти у Боки которској.
- 12. фебруар — 14. април — Народна скупштина на Крфу 1918.
- 15. фебруар — Литвански савет је потписао Декларацију о независности, чиме је прогласио обнову литванске државе.

### Март
- 3. март — У Брест-Литовску је потписан мировни уговор Совјетске Русије и Немачке и њених савезника у Првом светском рату.
- 4. март — Први познати случај шпанске грознице је први пут забележен у Форт Рајлију у Канзасу.
- 5. март — Бољшевици су преместили главни град Русије из Петрограда у Москву.
- 21. март — Почела је операција Михаел, прва фаза последње немачке офанзиве у Првом светском рату.
- 23. март — Немачки топ „Дебела Берта“ у Првом светском рату бомбардовао Париз с више од 100 km раздаљине.

### Април
- 1. април — У Уједињеном Краљевству је основано Краљевско ратно ваздухопловство спајањем Краљевског летачког корпуса и Краљевске морнаричке ваздухопловне службе.
- 9. април — Канадски војници су током битке код Араса започели напад на узвишење Вими.

### Јун
- 10. јун — Италијански торпедни чамац потопио аустроугарски бојни брод Сент Иштван у Јадранском мору

### Јул
- 15. јул — Почела је Друга битка на Марни у Првом светском рату офанзивом немачке војске под командом генерала Ериха Лудендорфа.
- 17. јул — Бољшевици су стрељали царску породицу Романов у Јекатеринбургу.

### Август
- 8. август — Почела је битка код Амијена која је означила почетак савезничке Стодневне офанзиве на Западном фронту у Првом светском рату.
- 30. август — Након неуспешног покушаја атентата на Владимира Лењина и вођу Петроградске Чеке Мојсеја Урицког, од којих је последњи био успешан, покренут је Црвени терор у СССР, по узору на владавину терора Француске револуције и настојао је да елиминише политичко неслагање, опозицију и све друга претња бољшевичкој моћи.

### Септембар
- 14. септембар — Почетак офанзиве на Солунском фронту; српска војска врши пробој.
- 29. септембар — Солунско примирје

### Октобар
- 19. октобар — У Загребу је Народно вијеће Словенаца, Хрвата и Срба донело Декларацију о уједињењу свих Јужних Словена у једну државу.
- 27. октобар — Британске, француске и италијанске снаге поразиле, у Првом светском рату, аустроугарску војску у бици код Виторија Венета.
- 29. октобар — Хрватски сабор после распада Аустроугарске прогласио је раскид државно-правног односа с Хабсбуршком монархијом и прогласио приступање Хрватске Држави Словенаца, Хрвата и Срба.
- 31. октобар — Угарска влада је раскинула персоналну унију са Аустријом, чиме је званично распуштена Аустроугарска.

### Новембар
- 1. новембар — Италијани су потопили бојни брод Вирибус Унитис у Пули, усмртивши више од 200 особа.
- 3. новембар — Побуном морнара Немачке царске морнарице у Килу почела је Немачка револуција.
- 3. новембар — Аустроугарска је потписала обуставу рата са Савезницима.
- 6—9. новембар — Женевски споразум
- 9. новембар — Немачки цар Вилхелм II је абдицирао, а Филип Шајдеман је прогласио републику.
- 12. новембар — Карл Ренер је изабран за првог канцелара Аустрије.
- 24. новембар — Велики народни збор у Руми је донео одлуку о непосредном присаједињењу Срема Краљевини Србији.
- 25. новембар — Велика народна скупштина Срба, Буњеваца и осталих Словена у Банату, Бачкој и Барањи је прогласила присаједињење ових региона Краљевини Србији.
- 26. новембар — Велика народна скупштина у Подгорици је одлучила да се са престола збаце Петровићи Његоши и да се Краљевина Црна Гора присаједини Краљевини Србији.

### Децембар
- 1. децембар — У Београду свечано проглашено Краљевство Срба, Хрвата, и Словенаца.
- 14. децембар — У Великој Британији први пут на изборима гласале жене и добиле право да се кандидују за Парламент.
- 14. децембар — Фридрих Карл је одбио да буде краљ Финске због свог немачког порекла по крају Првог светског рата.

## Рођења

### Јануар
- 26. јануар — Николаје Чаушеску, румунски политичар (†1989)

### Април
- 25. април — Ела Фицџералд, америчка певачица. (†1996).

### Мај
- 11. мај — Ричард Фајнман, амерички физичар. († 1988).

### Јун
- 18. јун — Нелсон Мандела, јужноафрички политичар.(† 2013)

### Јул
- 14. јул — Ингмар Бергман, шведски филмски и позоришни режисер и сценариста. († 2007)

### Август
- 13. август — Фредерик Сангер, енглески биохемичар. († 2013)
- 19. август — Јулијан Кнежевић, архимандрит. († 2001)

### Септембар
- 16. септембар — Бранка Веселиновић, српска глумица († 2023)
- 22. септембар — Хенрик Шеринг, мексички виолиниста пореклом пољски Јеврејин. († 1988)

### Октобар
- 18. октобар — Константин Мицотакис, грчки политичар. († 2017)

### Децембар
- 13. децембар — Бил Вуковић, амерички аутомобилиста српског порекла. († 1955)
- 21. децембар — Курт Валдхајм, аустријски политичар, председник Аустрије и 4. генерални секретар Уједињених нација. († 2007)
- 23. децембар — Хелмут Шмит, немачки канцелар. († 2015)
- 23. децембар — Анвар ел Садат, египатски политичар. († 1981)

## Смрти

### Јануар
- 1. јануар — Леон Хуа, белгијски бициклиста. (*1867)
- 6. јануар — Георг Кантор, немачки математичар. (*1845)

### Фебруар
- 10. фебруар — Густав Климт, аустријски сликар. (*1862)
- 10. фебруар — Абдул Хамид II, турски султан. (*1842)

### Март
- 2. март — Мирко Петровић-Његош, црногорски принц. (*1879)
- 25. март — Клод Дебиси, француски композитор (*1862).

### Април
- 20. април — Карл Фердинанд Браун, немачки физичар. (*1850)
- 21. април — Манфред фон Рихтхофен, немачки пилот. (*1892)
- 28. април — Гаврило Принцип, српски револуционар. (*1895)

### Јул
- 17. јул — Николај II Романов, руски цар (*1868).

### Септембар
- 28. септембар — Георг Зимел, немачки социолог и филозоф. (*1858)

### Новембар
- 1. новембар — Јанко Вуковић-Подкапелски, аустроугарски адмирал. (*1871)

### Децембар
- 11. децембар — Иван Цанкар, словеначки књижевник. (*1876)

## Нобелове награде
- Физика — Макс Планк
- Хемија — Фриц Хабер
- Медицина — Награда није додељена
- Књижевност — Награда није додељена
- Мир — Награда није додељена
- Економија — Награда у овој области почела је да се додељује 1969. године